# Nerice
Nerice é um gênero de traça pertencente à família Arctiidae.